# Begonia lophoptera
Begonia lophoptera là một loài thực vật có hoa trong họ Thu hải đường. Loài này được Rolfe mô tả khoa học đầu tiên năm 1914.